# Maria Cristina d'Asburgo
Maria Cristina d'Asburgo (Graz, 10 novembre 1574 – Hall in Tirol, 6 aprile 1621) fu un'arciduchessa d'Austria e principessa consorte di Transilvania.

## Biografia
Era figlia dell'arciduca Carlo II d'Austria, e di sua moglie, Maria Anna di Wittelsbach.

### Matrimonio
Il 7 febbraio 1595 fu ricevuto a Graz la petizione formale di matrimonio tra Maria Cristina e Zsigmond Báthory, principe regnante della Transilvania, dal nobile Stephen Bocskai. Il contratto di matrimonio fu negoziato per quasi un mese, e infine la sposa il 15 giugno partì, accompagnata da sua madre, il principe-vescovo Giorgio di Lavant e 6000 cavalieri tedeschi. A Košice Maria Cristina si ammalò di febbre, ciò portò a un ritardo per il suo arrivo. Il matrimonio formale ebbe luogo a Alba Iulia il 6 agosto 1595, e poco dopo Maria Cristina si trasferì in Transilvania. Il matrimonio sancì l'alleanza militare tra la Transilvania e Rodolfo II d'Asburgo, cugino della sposa, contro i turchi.

### Regno
Il matrimonio fu considerato un grande successo politico, poiché Zsigmond, un tempo vassallo dell'Impero ottomano, ora stringeva stretti legami con il Sacro Romano Impero. L'imperatore Rodolfo II nominò Zsigmond Principe del Sacro Romano Impero, e si assicurò anche il possesso della Transilvania, se la coppia non avesse avuto discendenza. L'accordo fu firmato il 16 gennaio 1595 dal parlamento ungherese a Bratislava.
Tuttavia, questa unione si rivelò completamente infelice: Zsigmond, dopo una disastrosa prima notte di nozze, rifiutò di consumare il matrimonio e mandò sua moglie in una fortezza a Chioar, dove Maria Cristina fu tenuta prigioniera.
Nel 1597 l'imperatore propose a Zsigmond di cedere il principato agli Asburgo in cambio dei ducati di Opole e Racibórz. Sigismondo, che aveva già abdicato una prima volta nel 1595, si lasciò convincere da Maria Cristina e dai suoi consiglieri gesuiti filo-austriaci. Nel 18 aprile 1598, su richiesta della nobiltà locale, fu eletta per occupare il trono della Transilvania dopo l'abdicazione del marito. Tuttavia, la sua regola era solo nominale perché l'imperatore Rodolfo II mandò dei rappresentanti a governare. Il 20 agosto 1598 Zsigmond riacquistò il trono e si riconciliò con la moglie, ma la rimandò a Chioar.

### Morte
Quando Zsigmond abdicò nel marzo 1599, Maria Cristina alla fine lo lasciò e tornò in Austria. Il 17 agosto 1599 papa Clemente VIII sciolse il suo matrimonio e nel 1607 si unì alla sorella minore Eleonora nel Collegium Virginum di Haller a Hall in Tirol, dove morì nel 1621.

## Ascendenza
|                          |                         |                          | Genitori                   |  |  | Nonni |  |  | Bisnonni               |  |  | Trisnonni              |  |
|                          |                         |                          |                            |  |  |       |  |  | Filippo I di Castiglia |  |  | Massimiliano I del SRI |  |
|                          |                         |                          |                            |  |  |       |  |  | Filippo I di Castiglia |  |  | Massimiliano I del SRI |  |
|                          |                         | Maria di Borgogna        |                            |  |  |       |  |  | Filippo I di Castiglia |  |  |                        |  |
| Ferdinando I del SRI     |                         |                          |                            |  |  |       |  |  | Filippo I di Castiglia |  |  |                        |  |
|                          |                         | Giovanna di Castiglia    | Ferdinando II d'Aragona    |  |  |       |  |  |                        |  |  |                        |  |
|                          |                         | Giovanna di Castiglia    | Ferdinando II d'Aragona    |  |  |       |  |  |                        |  |  |                        |  |
|                          |                         | Giovanna di Castiglia    | Isabella di Castiglia      |  |  |       |  |  |                        |  |  |                        |  |
| Carlo II d'Austria       |                         | Giovanna di Castiglia    |                            |  |  |       |  |  |                        |  |  |                        |  |
|                          |                         | Ladislao VII Jagellone   | Casimiro IV Jagellone      |  |  |       |  |  |                        |  |  |                        |  |
|                          |                         | Ladislao VII Jagellone   | Casimiro IV Jagellone      |  |  |       |  |  |                        |  |  |                        |  |
|                          |                         | Ladislao VII Jagellone   | Elisabetta d'Asburgo       |  |  |       |  |  |                        |  |  |                        |  |
| Anna Jagellone           |                         | Ladislao VII Jagellone   |                            |  |  |       |  |  |                        |  |  |                        |  |
|                          |                         | Anna di Foix-Candale     | Gastone II di Foix-Candale |  |  |       |  |  |                        |  |  |                        |  |
|                          |                         | Anna di Foix-Candale     | Gastone II di Foix-Candale |  |  |       |  |  |                        |  |  |                        |  |
|                          |                         | Anna di Foix-Candale     | Caterina di Navarra        |  |  |       |  |  |                        |  |  |                        |  |
| Maria Cristina d'Asburgo |                         | Anna di Foix-Candale     |                            |  |  |       |  |  |                        |  |  |                        |  |
|                          | Guglielmo IV di Baviera | Alberto IV di Baviera    |                            |  |  |       |  |  |                        |  |  |                        |  |
|                          | Guglielmo IV di Baviera | Alberto IV di Baviera    |                            |  |  |       |  |  |                        |  |  |                        |  |
|                          | Guglielmo IV di Baviera | Cunegonda d'Asburgo      |                            |  |  |       |  |  |                        |  |  |                        |  |
| Alberto V di Baviera     | Guglielmo IV di Baviera |                          |                            |  |  |       |  |  |                        |  |  |                        |  |
|                          |                         | Maria Giacomina di Baden | Filippo I di Baden         |  |  |       |  |  |                        |  |  |                        |  |
|                          |                         | Maria Giacomina di Baden | Filippo I di Baden         |  |  |       |  |  |                        |  |  |                        |  |
|                          |                         | Maria Giacomina di Baden | Elisabetta di Wittelsbach  |  |  |       |  |  |                        |  |  |                        |  |
| Marianna di Wittelsbach  |                         | Maria Giacomina di Baden |                            |  |  |       |  |  |                        |  |  |                        |  |
|                          |                         | Ferdinando I del SRI     | Filippo I di Castiglia     |  |  |       |  |  |                        |  |  |                        |  |
|                          |                         | Ferdinando I del SRI     | Filippo I di Castiglia     |  |  |       |  |  |                        |  |  |                        |  |
|                          |                         | Ferdinando I del SRI     | Giovanna di Castiglia      |  |  |       |  |  |                        |  |  |                        |  |
| Anna d'Asburgo           |                         | Ferdinando I del SRI     |                            |  |  |       |  |  |                        |  |  |                        |  |
|                          |                         | Anna Jagellone           | Ladislao II di Boemia      |  |  |       |  |  |                        |  |  |                        |  |
|                          |                         | Anna Jagellone           | Ladislao II di Boemia      |  |  |       |  |  |                        |  |  |                        |  |
|                          |                         | Anna Jagellone           | Anna di Foix-Candale       |  |  |       |  |  |                        |  |  |                        |  |
|                          |                         | Anna Jagellone           |                            |  |  |       |  |  |                        |  |  |                        |  |